# Isanthrene fulvipuncta
Isanthrene fulvipuncta är en fjärilsart som beskrevs av George Francis Hampson 1905. Isanthrene fulvipuncta ingår i släktet Isanthrene och familjen björnspinnare. Inga underarter finns listade i Catalogue of Life.